# 關季益
關季益（？—1624年），字小谦，號居冲，广东广州府南海縣人。

## 生平
万历四十三年（1615年）乙卯科广东乡试举人，四十七年（1619年）己未科進士，即请假养母，依依膝下三年，无谒铨意，母力趣之行，乃赴选，授江西新建知县。建江省附郭，谒候供亿，日无宁晷，前官行事悉听诸司颐指，季益视民之所便者，自行兴革，加意噢咻，捐俸薪纸赎五百金代完辽饷。尤矜恤囹圄，时亲察视，稍有可原则力为湔雪。有仇生与督学年家争产，牒发县讯，季益按以杖，报督学覆核，改配并加捶楚，囊头垂毙，诸生遍恳诸司，莫肯引手，季益立命破械，食以淖糜，乃谒督学抗辞代辨，督学见其诚恳，始听宽释。任仅年余，抚按及盐饷漕三院交章特荐为江右循良第一，时恩诏历俸仅二载，经荐章者始得与覃恩，季益俸计十三月，远未及格，抚按又以治行卓异特疏题请，得破格邀恩。天啓四年（1624年）甲子分考，出闱即抱恙，告归舟行，数日遂卒，士民闻讣，巷哭驰奠，护丧至岭乃返。

## 家族
曾祖關應鳳。祖父關希曾。父關秩。